# 3000 متر
3000 متر مسافة ألعاب قوى غير أولمبية، يقطعها المتاسابقون في 7 دورات ونصف حول الملعب.

## تاريخ المسافة
لدى السيدات، كان سباق ال 3000 متر واحد من المسافات الأساسية في دورة الألعاب الأولمبية وبطولات العالم حتى منتصف 1990م. وحل محله سباق 5000 متر في بطولة العالم لألعاب القوى سنة 1995، وفي دورة الألعاب الأولمبية سنة 1996.
لدى الرجال لم يكن يوما سباق 3000 متر مدرجا ضمن الألعاب الأولمبية، ويعتمد على سباقي 3000 متر موانع وال 5000 متر، لكنه لا زال موجود ببعض التظاهرات السنوية لألعاب القوى.

## الرقم القياسي
الرقم القياسي بحوزة العداء الكيني دانيال كومن بزمن قدره 7 دقائق 20 ثانية 67 منذ سنة 1996.
بينما الرقم القياسي لدى السيدات بحوزة العداءة الصينية وانغ جونكسيا بزمن قدره 8 دقائق 6 ثواني 11 منذ سنة 1993.

## وصلات خارجية
- (بالإنجليزية) الأرقام القياسية لمسافة 3000 متر على الموقع الرسمي للإتحاد الدولي لألعاب القوى